# 위대한 당, 찬란한 조선
《위대한 당, 찬란한 조선》 은 2015년 10월 11일에 조선로동당 창건 70주년을 기념해 개최된 예술공연이다. 공연은 주체사상탑을 배경으로 대동강 한가운데에 있는 대형 무대에서 열렸다.